# Переможці Відкритого чемпіонату Австралії з тенісу серед жінок у парному розряді
Нижче наведено список чемпіонок та фіналісток в парному розряді на Відкритому чемпіонаті Австралії з тенісу.

## Переможець

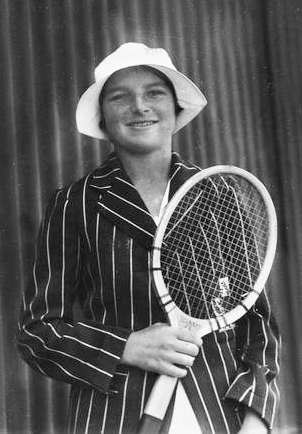
Тельма Койн Лонг виграла 12 парних титулів на чемпіонаті Австралії.

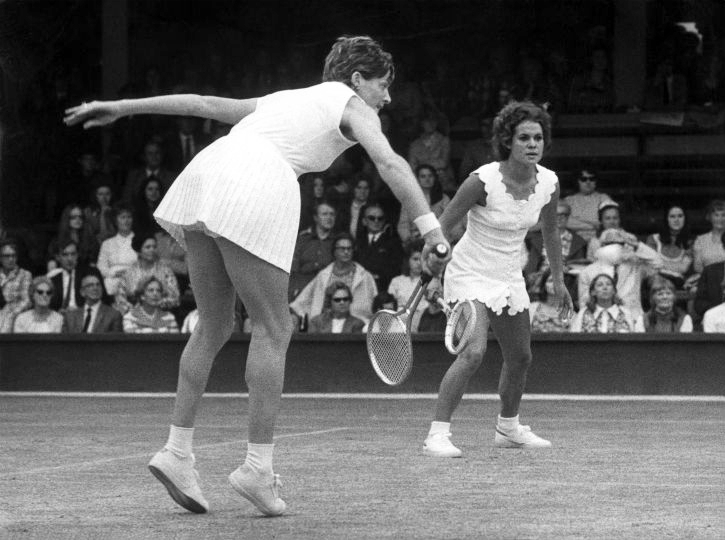
Маргарет Корт брала участь у 13 фіналах у парному розряді та виграла вісім титулів

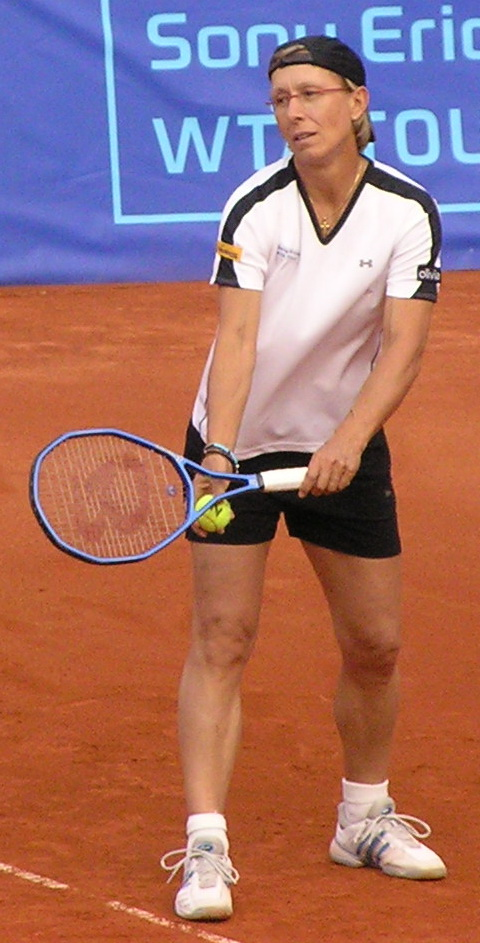
Мартіна Навратілова виграла титул вісім разів, сім з яких разом з Пем Шрайвер

| Рік                           | Переможець                                         | Фіналіст                                           | Рахунок                                            |
| 1922                          | Есна Бойд Робертсон Марджорі Маунтейн              | Флоріс Сент-Джордж Гвен Утц                        | 1–6, 6–4, 7–5                                      |
| 1923                          | Есна Бойд Робертсон (2) Сільвія Ленс Гарпер        | Молл Моллсворт Берил Тернер                        | 6–1, 6–4                                           |
| 1924                          | Дафна Акгерст Козенс Сільвія Ленс Гарпер (2)       | Кетлін Ле Мессьєр'є Меріл О'Хара Вуд               | 7–5, 6–2                                           |
| 1925                          | Дафна Акгерст Козенс (2) Сільвія Ленс Гарпер (3)   | Есна Бойд Робертсон Кетлін Ле Мессьєр'є            | 6–4, 6–3                                           |
| 1926                          | Есна Бойд Робертсон (3) Меріл О'Хара Вуд           | Дафна Акгерст Козенс Марджорі Кокс Кроуфорд        | 6–3, 6–8, 8–6                                      |
| 1927                          | Луї Бікертон Меріл О'Хара Вуд (2)                  | Есна Бойд Робертсон Сільвія Ленс Гарпер            | 6–3, 6–3                                           |
| 1928                          | Дафна Акгерст Козенс (3) Есна Бойд Робертсон (4)   | Кетлін Ле Мессьєр'є Дороті Вестон                  | 6–3, 6–1                                           |
| 1929                          | Дафна Акгерст Козенс (4) Луї Бікертон (2)          | Сільвія Ленс Гарпер Меріл О'Хара Вуд               | 6–2, 3–6, 6–2                                      |
| 1930                          | Молл Моллсворт Емілі Гуд Вестакотт                 | Марджорі Кокс Кроуфорд Сільвія Ленс Гарпер         | 6–3, 0–6, 7–5                                      |
| 1931                          | Луї Бікертон (3) Дафна Акгерст Козенс (5)          | Нелл Ллойд Гвен Утц                                | 6–0, 6–4                                           |
| 1932                          | Корал Макіннес Баттсворт Марджорі Кокс Кроуфорд    | Кетлін Ле Мессьєр'є Дороті Вестон                  | 6–2, 6–2                                           |
| 1933                          | Молл Моллсворт (2) Емілі Гуд Вестакотт (2)         | Джоан Гартіган Батерст Марджорі Гладман Ван Рін    | 6–3, 6–3                                           |
| 1934                          | Молл Моллсворт (3) Емілі Гуд Вестакотт (3)         | Джоан Гартіган Батерст Ула Валкенбург              | 6–8, 6–4, 6–4                                      |
| 1935                          | Евелін Дірман Ненсі Лайл                           | Луї Бікертон Нелл Голл Гопман                      | 6–3, 6–4                                           |
| 1936                          | Тельма Койн Лонг Ненсі Вайн Болтон                 | Мей Блік Кетрін Вудворд                            | 6–2, 6–4                                           |
| 1937                          | Тельма Койн Лонг (2) Ненсі Вайн Болтон (2)         | Нелл Голл Гопман Емілі Гуд Вестакотт               | 6–2, 6–2                                           |
| 1938                          | Тельма Койн Лонг (3) Ненсі Вайн Болтон (3)         | Дороті Банді Чейні Дороті Воркман                  | 9–7, 6–4                                           |
| 1939                          | Тельма Койн Лонг (4) Ненсі Вайн Болтон (4)         | Мей Гардскасл Емілі Гуд Вестакотт                  | 7–5, 6–4                                           |
| 1940                          | Тельма Койн Лонг (5) Ненсі Вайн Болтон (5)         | Джоан Гартіган Батерст Еді Німейер                 | 7–5, 6–2                                           |
| 1941                          | Під час Другої світової війни турнір не відбувався | Під час Другої світової війни турнір не відбувався | Під час Другої світової війни турнір не відбувався |
| 1942                          | Під час Другої світової війни турнір не відбувався | Під час Другої світової війни турнір не відбувався | Під час Другої світової війни турнір не відбувався |
| 1943                          | Під час Другої світової війни турнір не відбувався | Під час Другої світової війни турнір не відбувався | Під час Другої світової війни турнір не відбувався |
| 1944                          | Під час Другої світової війни турнір не відбувався | Під час Другої світової війни турнір не відбувався | Під час Другої світової війни турнір не відбувався |
| 1945                          | Під час Другої світової війни турнір не відбувався | Під час Другої світової війни турнір не відбувався | Під час Другої світової війни турнір не відбувався |
| 1946                          | Джойс Фітч Мері Бевіс Готон                        | Ненсі Вайн Болтон Тельма Койн Лонг                 | 9–7, 6–4                                           |
| 1947                          | Тельма Койн Лонг (6) Ненсі Вайн Болтон (6)         | Мері Бевіс Готон Джойс Фітч                        | 6–3, 6–3                                           |
| 1948                          | Тельма Койн Лонг (7) Ненсі Вайн Болтон (7)         | Мері Бевіс Готон Пет Джоунс                        | 6–3, 6–3                                           |
| 1949                          | Тельма Койн Лонг (8) Ненсі Вайн Болтон (8)         | Доріс Гарт Марі Тумі                               | 6–0, 6–1                                           |
| 1950                          | Луїз Браф Клепп Доріс Гарт                         | Ненсі Вайн Болтон Тельма Койн Лонг                 | 6–2, 2–6, 6–3                                      |
| 1951                          | Тельма Койн Лонг (9) Ненсі Вайн Болтон (9)         | Мері Бевіс Готон                                   | 6–2, 6–1                                           |
| 1952                          | Тельма Койн Лонг (10) Ненсі Вайн Болтон (10)       | Елісон Бертон Бейкер Мері Бевіс Готон              | 6–1, 6–1                                           |
| 1953                          | Морін Конноллі Джулія Семпсон                      | Мері Бевіс Готон Берил Пенроуз                     | 6–4, 6–2                                           |
| 1954                          | Мері Бевіс Готон (2) Берил Пенроуз                 | Гейзл Редік-Сміт Джулія Віпплінгер                 | 6–3, 8–6                                           |
| 1955                          | Мері Бевіс Готон (3) Берил Пенроуз (2)             | Нелл Голл Гопман Гвен Тіле                         | 7–5, 6–1                                           |
| 1956                          | Мері Бевіс Готон (4) Тельма Койн Лонг (11)         | Мері Картер Рейтано Берил Пенроуз                  | 6–2, 5–7, 9–7                                      |
| 1957                          | Алтея Гібсон Ширлі Фрай Ірвін                      | Мері Бевіс Готон Фей Мюллер                        | 6–2, 6–1                                           |
| 1958                          | Мері Бевіс Готон (5) Тельма Койн Лонг (12)         | Лоррейн Коглан Робінсон Анжела Мортімер            | 7–5, 6–8, 6–2                                      |
| 1959                          | Рене Щурман Сандра Рейнольдс Прайс                 | Лоррейн Коглан Робінсон Мері Картер Рейтано        | 7–5,6–4                                            |
| 1960                          | Марія Буено Крістін Трумен Джейнс                  | Лоррейн Коглан Робінсон Маргарет Корт              | 6–2, 5–7, 6–2                                      |
| 1961                          | Мері Картер Рейтано Маргарет Корт                  | Мері Бевіс Готон Ян Ліхейн О'Ніл                   | 6–4, 3–6, 7–5                                      |
| 1962                          | Маргарет Корт (2) Робін Ебберн                     | Дарлін Гард Мері Картер Рейтано                    | 6–4, 6–4                                           |
| 1963                          | Маргарет Корт (3) Робін Ебберн (2)                 | Ян Ліхейн О'Ніл Леслі Тернер Боурі                 | 6–1, 6–3                                           |
| 1964                          | Джуді Тегарт-Далтон Леслі Тернер Боурі             | Робін Ебберн Маргарет Корт                         | 6–4, 6–4                                           |
| 1965                          | Маргарет Корт (4) Леслі Тернер Боурі (2)           | Робін Ебберн Біллі Джин Кінг                       | 1–6, 6–2, 6–3                                      |
| 1966                          | Керол Колдвелл Гребнер Ненсі Річі                  | Маргарет Корт Леслі Тернер Боурі                   | 6–4, 7–5                                           |
| 1967                          | Леслі Тернер Боурі (3) Джуді Тегарт-Далтон (2)     | Лоррейн Коглан Робінсон Евелін Терра               | 6–0, 6–2                                           |
| 1968                          | Карен Кранцке Керрі Мелвілл Рід                    | Джуді Тегарт-Далтон Леслі Тернер Боурі             | 6–4, 3–6, 6–2                                      |
| ↓ Ера відкритого чемпіонату ↓ |                                                    |                                                    |                                                    |
| 1969                          | Маргарет Корт (5) Джуді Тегарт-Далтон (3)          | Розмарі Касалс Біллі Джин Кінг                     | 6–4, 6–4                                           |
| 1970                          | Маргарет Корт (6) Джуді Тегарт-Далтон (4)          | Карен Кранцке Керрі Мелвілл Рід                    | 6–3, 6–1                                           |
| 1971                          | Івонн Гулагонг Маргарет Корт (7)                   | Джой Емерсон Леслі Гант                            | 6–0, 6–0                                           |
| 1972                          | Керрі Гарріс Гелен Гурлей Коулі                    | Патрісія Коулман Карен Кранцке                     | 6–0, 6–4                                           |
| 1973                          | Маргарет Корт (8) Вірджинія Вейд                   | Керрі Гарріс Керрі Мелвілл                         | 6–4, 6–4                                           |
| 1974                          | Івонн Гулагонг (2) Пеггі Мічел                     | Керрі Гарріс Керрі Мелвілл                         | 7–5, 6–3                                           |
| 1975                          | Івонн Гулагонг-Коулі (3) Пеггі Мічел (2)           | Маргарет Корт Ольга Морозова                       | 7–6, 7–6                                           |
| 1976                          | Івонн Гулагонг-Коулі (4) Гелен Гурлей Коулі (2)    | Леслі Тернер Боурі Рената Томанова                 | 8–1                                                |
| 1977 (Січ)                    | Діанне Фромгольтц Гелен Гурлей Коулі (3)           | Керрі Мелвілл Рід Бетсі Нагелсен                   | 5–7, 6–1, 7–5                                      |
| 1977 (Гру)                    | Івонн Гулагонг-Коулі (5) Гелен Гурлей Коулі (4)    | Мона Шаллау Герран Керрі Мелвілл Рід (2)           | Титул поділено через дощ                           |
| 1978                          | Бетсі Нагелсен Рената Томанова                     | Наоко Сато Пем Вайткросс                           | 7–5, 6–2                                           |
| 1979                          | Джуді Коннор Шалонер Діана Еверс Браун             | Ліан Гаррісон Марселла Мескер                      | 6–1, 3–6, 6–0                                      |
| 1980                          | Мартіна Навратілова Бетсі Нагелсен (2)             | Енн Кійомура Кенді Рейнолдс                        | 6–4, 6–4                                           |
| 1981                          | Кеті Джордан Енн Сміт                              | Мартіна Навратілова Пем Шрайвер                    | 6–2, 7–5                                           |
| 1982                          | Мартіна Навратілова (2) Пем Шрайвер                | Клаудія Коде-Кільш Ева Пфафф                       | 6–4, 6–2                                           |
| 1983                          | Мартіна Навратілова (3) Пем Шрайвер (2)            | Енн Гоббс Венді Тернбулл                           | 6–4, 6–7, 6–2                                      |
| 1984                          | Мартіна Навратілова (4) Пем Шрайвер (3)            | Клаудія Коде-Кільш Гелена Сукова                   | 6–3, 6–4                                           |
| 1985                          | Мартіна Навратілова (5) Пем Шрайвер (4)            | Клаудія Коде-Кільш Гелена Сукова                   | 6–3, 6–4                                           |
| 1986                          | Не було змагань (через зміну дати)                 | Не було змагань (через зміну дати)                 | Не було змагань (через зміну дати)                 |
| 1987                          | Мартіна Навратілова (6) Пем Шрайвер (5)            | Зіна Гаррісон Лорі Макніл                          | 6–1, 6–0                                           |
| 1988                          | Мартіна Навратілова (7) Пем Шрайвер (6)            | Кріс Еверт Венді Тернбулл                          | 6–0, 7–5                                           |
| 1989                          | Мартіна Навратілова (8) Пем Шрайвер (7)            | Патті Фендік Джилл Гетерінгтон                     | 3–6, 6–3, 6–2                                      |
| 1990                          | Яна Новотна Гелена Сукова                          | Патті Фендік Мері Джо Фернандес                    | 7–6(7–5), 7–6(8–6)                                 |
| 1991                          | Патті Фендік Мері Джо Фернандес                    | Джиджі Фернандес Яна Новотна                       | 7–6(7–4), 6–1                                      |
| 1992                          | Аранча Санчес Вікаріо Гелена Сукова (2)            | Мері Джо Фернандес Зіна Гаррісон                   | 6–4, 7–6(7–3)                                      |
| 1993                          | Джиджі Фернандес Наташа Звєрєва                    | Пем Шрайвер Елізабет Сейєрс Смайлі                 | 6–4, 6–3                                           |
| 1994                          | Джиджі Фернандес (2) Наташа Звєрєва (2)            | Патті Фендік Мередіт Макґрат                       | 6–4, 4–6, 6–4                                      |
| 1995                          | Яна Новотна (2) Аранча Санчес Вікаріо (2)          | Джиджі Фернандес Наташа Звєрєва                    | 6–3, 6–7(7–9), 6–4                                 |
| 1996                          | Чанда Рубін Аранча Санчес Вікаріо (3)              | Ліндсі Девенпорт Мері Джо Фернандес                | 7–5, 2–6, 6–4                                      |
| 1997                          | Мартіна Хінгіс Наташа Звєрєва (3)                  | Ліндсі Девенпорт Ліза Реймонд                      | 6–2, 6–2                                           |
| 1998                          | Мартіна Хінгіс (2) Мір'яна Лучич                   | Ліндсі Девенпорт Наташа Звєрєва                    | 6–4, 2–6, 6–3                                      |
| 1999                          | Мартіна Хінгіс (3) Анна Курникова                  | Ліндсі Девенпорт Наташа Звєрєва                    | 7–5, 6–3                                           |
| 2000                          | Ліза Реймонд Ренне Стаббс                          | Мартіна Хінгіс Марі П'єрс                          | 6–4, 5–7, 6–4                                      |
| 2001                          | Серена Вільямс Вінус Вільямс                       | Ліндсі Девенпорт Коріна Мораріу                    | 6–2, 4–6, 6–4                                      |
| 2002                          | Мартіна Хінгіс (4) Анна Курникова (2)              | Даніела Гантухова Аранча Санчес Вікаріо            | 6–2, 6–7(7–9), 6–1                                 |
| 2003                          | Серена Вільямс (2) Вінус Вільямс (2)               | Вірхінія Руано Паскуаль Паола Суарес               | 4–6, 6–4, 6–3                                      |
| 2004                          | Вірхінія Руано Паскуаль Паола Суарес               | Світлана Кузнецова Олена Лиховцева                 | 6–4, 6–3                                           |
| 2005                          | Світлана Кузнецова Алісія Молік                    | Ліндсі Девенпорт Коріна Мораріу                    | 6–3, 6–4                                           |
| 2006                          | Янь Цзи Чжен Цзє                                   | Ліза Реймонд Саманта Стосур                        | 2–6, 7–6(9–7), 6–3                                 |
| 2007                          | Кара Блек Лізель Губер                             | Латіша Чжань Чжуан Цзяжун                          | 6–4, 6–7(4–7), 6–1                                 |
| 2008                          | Альона Бондаренко Катерина Бондаренко              | Вікторія Азаренко Шахар Пеєр                       | 2–6, 6–1, 6–4                                      |
| 2009                          | Серена Вільямс (3) Вінус Вільямс (3)               | Даніела Гантухова Ай Суґіяма                       | 6–3, 6–3                                           |
| 2010                          | Серена Вільямс (4) Вінус Вільямс (4)               | Кара Блек Лізель Губер                             | 6–4, 6–3                                           |
| 2011                          | Хісела Дулко Флавія Пеннетта                       | Вікторія Азаренко Марія Кириленко                  | 2–6, 7–5, 6–1                                      |
| 2012                          | Світлана Кузнецова (2) Віра Звонарьова             | Сара Еррані Роберта Вінчі                          | 5–7, 6–4, 6–3                                      |
| 2013                          | Сара Еррані Роберта Вінчі                          | Ешлі Барті Кейсі Деллаква                          | 6–2, 3–6, 6–2                                      |
| 2014                          | Сара Еррані (2) Роберта Вінчі (2)                  | Катерина Макарова Олена Весніна                    | 6–4, 3–6, 7–5                                      |
| 2015                          | Бетані Маттек-Сендс Луціє Шафарова                 | Латіша Чжань Чжен Цзє                              | 6–4, 7–6(7–5)                                      |
| 2016                          | Мартіна Хінгіс (5) Саня Мірза                      | Андреа Сестіні Главачкова Луціє Градецька          | 7–6(7–1), 6–3                                      |
| 2017                          | Бетані Маттек-Сендс (2) Луціє Шафарова (2)         | Андреа Сестіні Главачкова Пен Шуай                 | 6–7(4–7), 6–3, 6–3                                 |
| 2018                          | Тімеа Бабош Крістіна Младенович                    | Катерина Макарова Олена Весніна                    | 6–4, 6–3                                           |
| 2019                          | Саманта Стосур Чжан Шуай                           | Тімеа Бабош Крістіна Младенович                    | 6–3, 6–4                                           |
| 2020                          | Тімеа Бабош (2) Крістіна Младенович (2)            | Сє Шувей Барбора Стрицова                          | 6–2, 6–1                                           |
| 2021                          | Елісе Мертенс Аріна Соболенко                      | Барбора Крейчикова Катержина Сінякова              | 6–2, 6–3                                           |
| 2022                          | Барбора Крейчикова Катержина Сінякова              | Ганна Даниліна Беатріс Аддад Мая                   | 6–7(3–7),6–4, 6–4                                  |
| 2023                          | Барбора Крейчикова (2) Катержина Сінякова (2)      | Сюко Аояма Ена Сібахара                            | 6–4, 6–3                                           |
| 2024                          | Елісе Мертенс (2) Сє Шувей (2)                     | Людмила Кіченок Олена Остапенко                    | 6–1, 6–5                                           |
| 2025                          | Катержина Сінякова (3) Тейлор Таунсенд             | Сє Шувей Олена Остапенко                           | 6–3, 6–7(4–7), 6–3                                 |